# فرانسیسکو پرز سانچس
فرانسیسکو پرز سانچس (اسپانیایی: Francisco Pérez Sanchez‎؛ زادهٔ ۲۲ ژوئیهٔ ۱۹۷۸) دوچرخه‌سوار اهل اسپانیا است. وی در مسابقات تور دو فرانس و جیرو دیتالیا شرکت کرده است.